# Katedra Najświętszej Maryi Panny w Killarney
Katedra Najświętszej Maryi Panny w Killarney (ang. St. Mary’s Cathedral) – katedra rzymskokatolicka w Killarney. Główna świątynia diecezji Kerry. Mieści się przy New Street.
Budowa świątyni rozpoczęła się w 1842, zakończyła w 1912, konsekrowana w 1912. Reprezentuje styl neogotycki. Zaprojektowana przez architektów Augustusa Welby Northmore Pugina i Jamesa Josepha McCarthy’ego. Posiada wieżę.

## Galeria

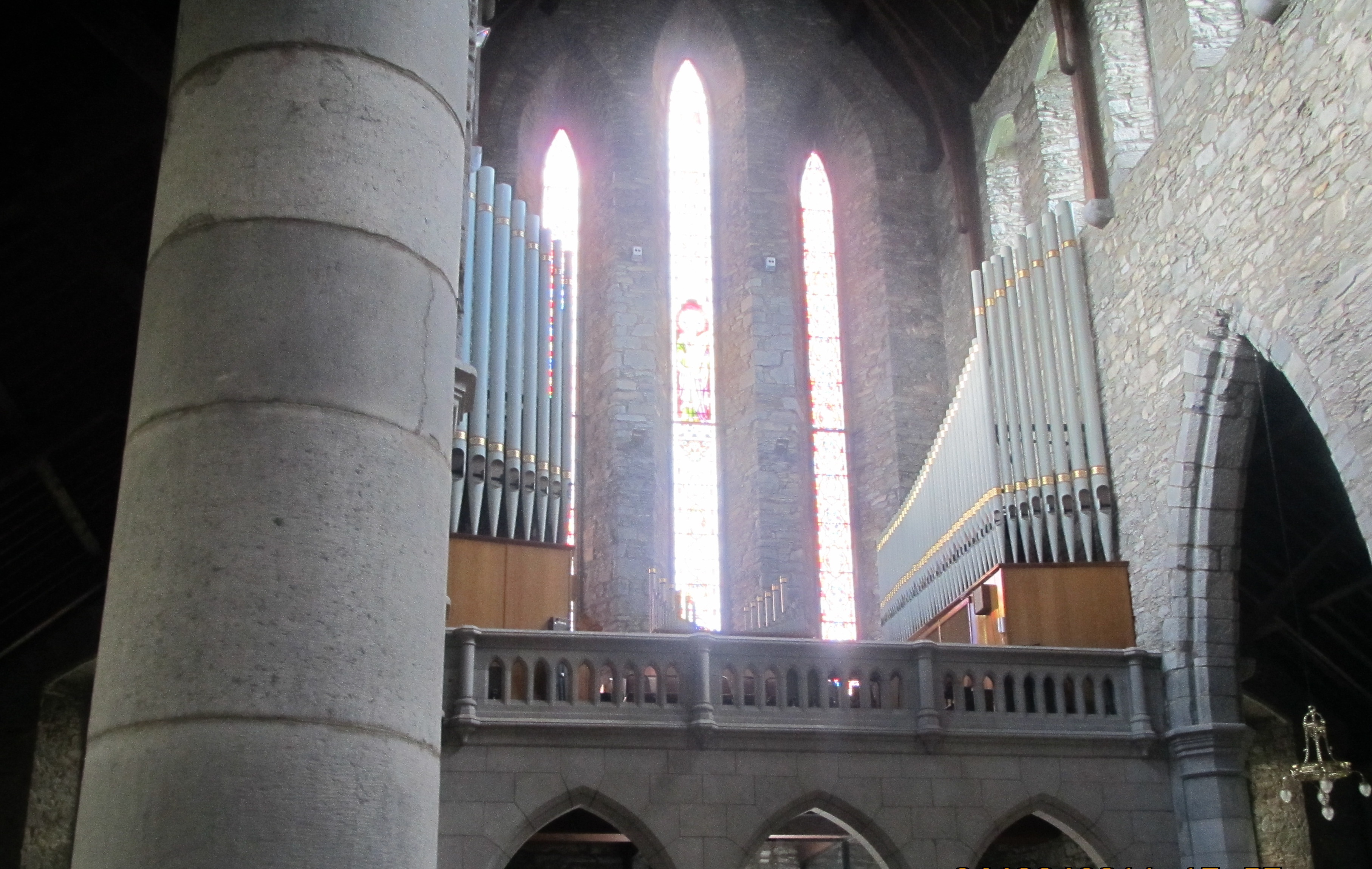
Organy
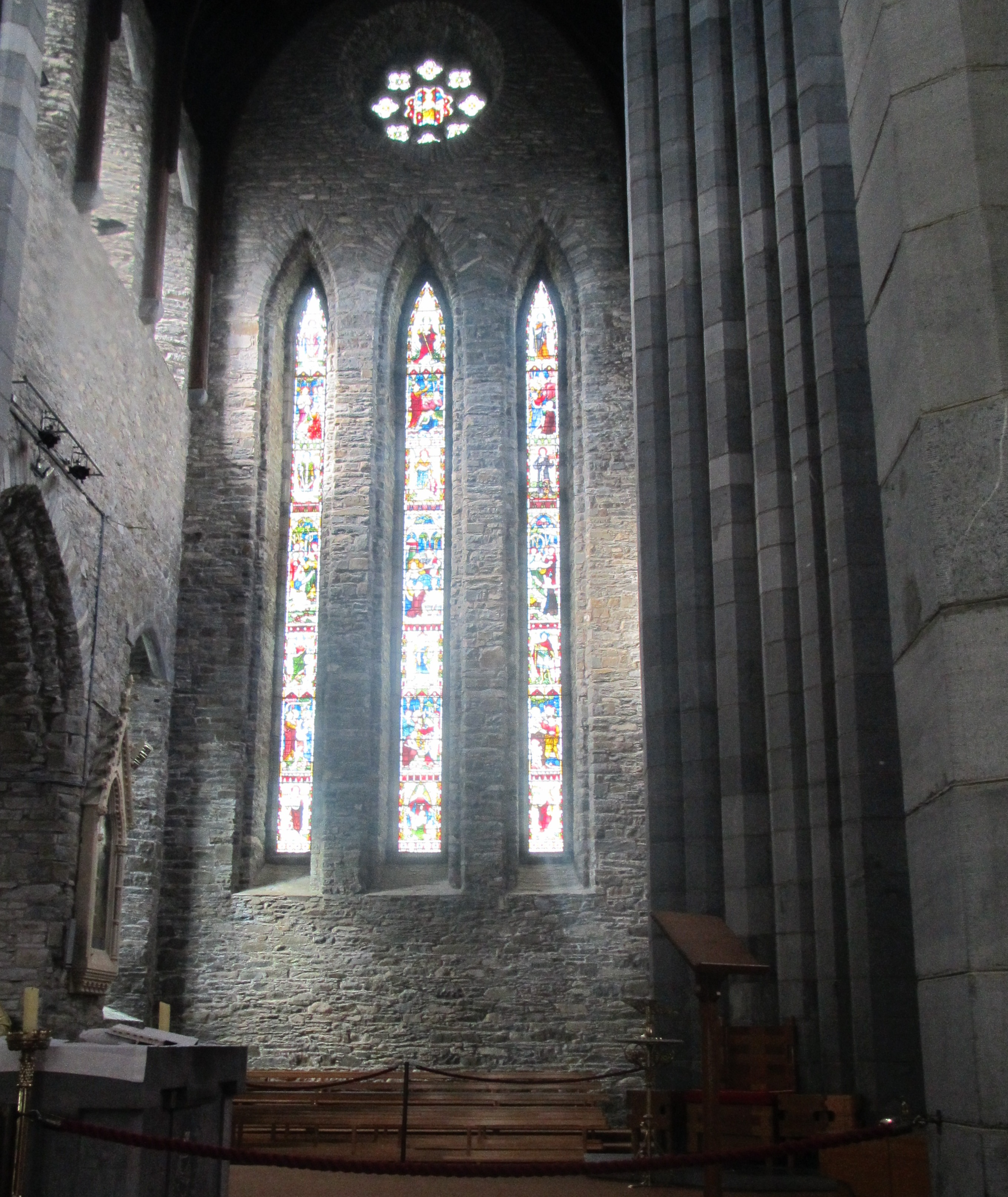
Witraż
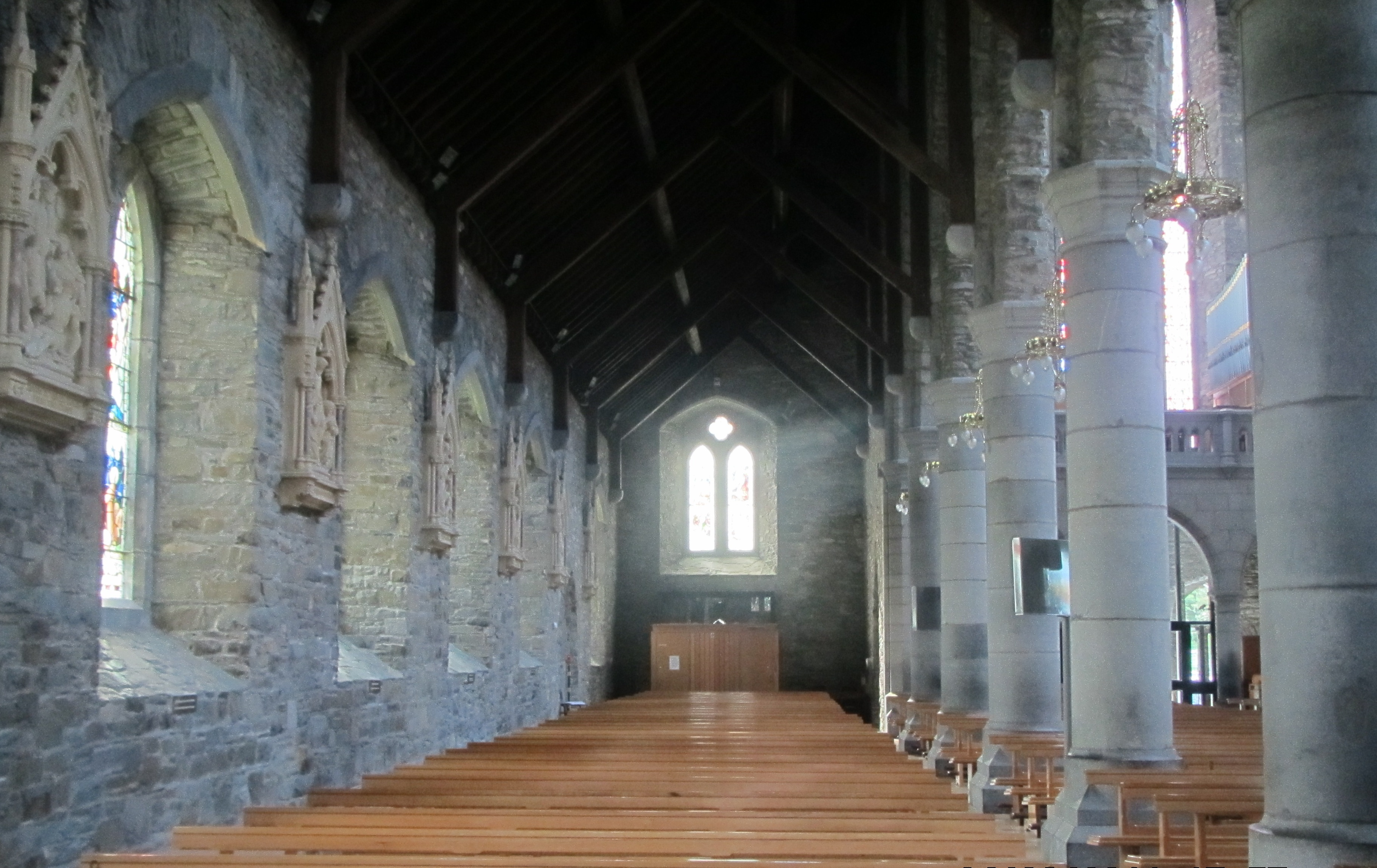
Kaplica w lewej nawie